# Feliniopsis albicincta
Feliniopsis albicincta là một loài bướm đêm trong họ Noctuidae.